# Proyse

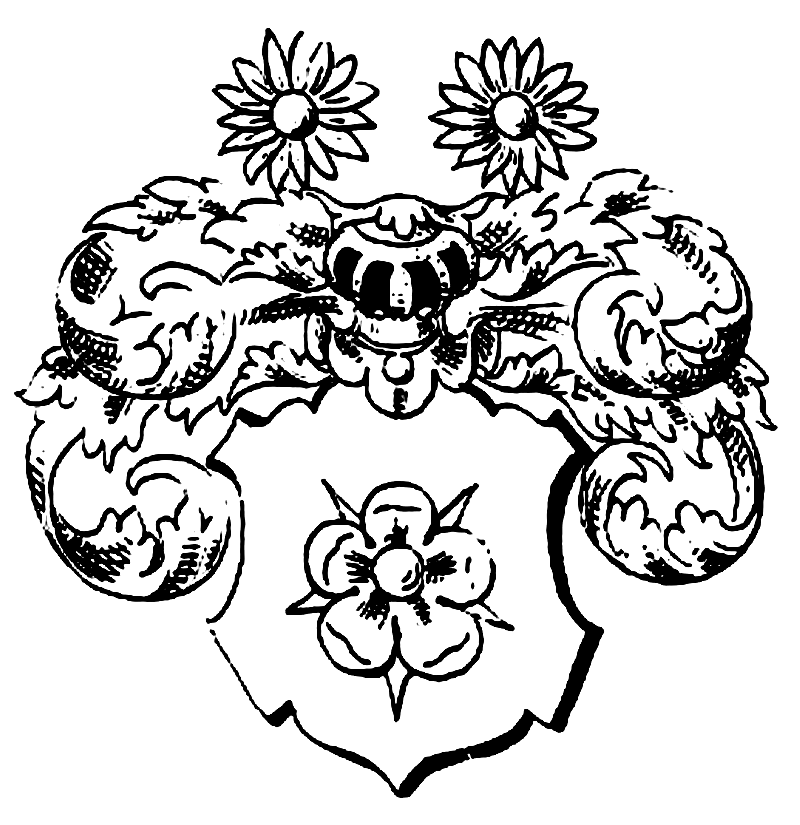
Wappen derer von Proyse

Proyse (oder auch Proise) war der Name eines alten Eichsfelder Adelsgeschlechts im nordwestlichen Thüringen und nordöstlichen Hessen.

## Geschichte
Die Proyse waren ein altes Adelsgeschlecht im Obereichsfeld und in den südlich angrenzenden hessischen und thüringischen Gebieten. Wo sie ihren ursprünglichen Stammsitz hatten, ist nicht bekannt. Sie wurden häufig in Urkunden des Klosters Reifenstein, aber auch thüringischen Urkunden als Zeugen genannt. Sie waren über mehrere Generationen Burgmänner in Treffurt, Wanfried und auf der Burg Bischofstein.
Im 14. Jahrhundert waren sie zeitweise auch Teilinhaber der Burg Bodenstein und besaßen Bebendorf. 1352 verpfändet ein Ritter von Proyse aus Wanfried einen Sattelhof des Konrad Zupich in Bebendorf mit einer Hufe Land an die Kirche auf dem Hülfensberg. Schließlich verkaufen sie Bebendorf 1381 an das Kloster Anrode, welches bereits im Besitz des Hülfensberges war.
Anfang des 15. Jahrhunderts besaßen sie noch ein Burglehen und ein Vorwerk in Wanfried, letzteres verkauften sie an die von Keudell. Ab der Mitte des 15. Jahrhunderts sind keine urkundlichen Erwähnungen der Adelsfamilie mehr bekannt.

## Vertreter
- Albert (1242), Ritter[3]
- (ein anderer?) Albert (1281), Ritter, Zeuge in einer Urkunde über das Kloster Reifenstein
  - 1308 Albert gibt dem Kloster Anrode eine Hufe und einen Hof in Lengenfeld für seine namentlich nicht genannte Tochter
- Kunigunde Proysen (1292) als Begine in Mühlhausen[4]
- Eckard und Apel (1306) besitzen 1/8 von Wanfried
- Albrecht (1346) schließt einen Dienstvertrag mit Otto von Rusteberg über die Burg Bodenstein
- Erhard (oder Eckard?), Heinrich und Erdmann (um 1360) haben eine Teil von Treffurt von den Thüringer Landgrafen zu Pfand und sind dort Amtleute[5]
- Eckard und seine Brüder Heinrich, Herdein und Apel (1381), Burgmänner auf Burg Stein und Treffurt verkaufen Bebendorf an das Kloster Anrode[6]

## Wappen
Otto Posse unterscheidet zwei Linien derer von Proise, die eine führt vier Fahnen im Schilde und die andere zwei Rosen. Die Rose im Wappen lässt auf eine Verwandtschaft mit denen von Worbis schließen.

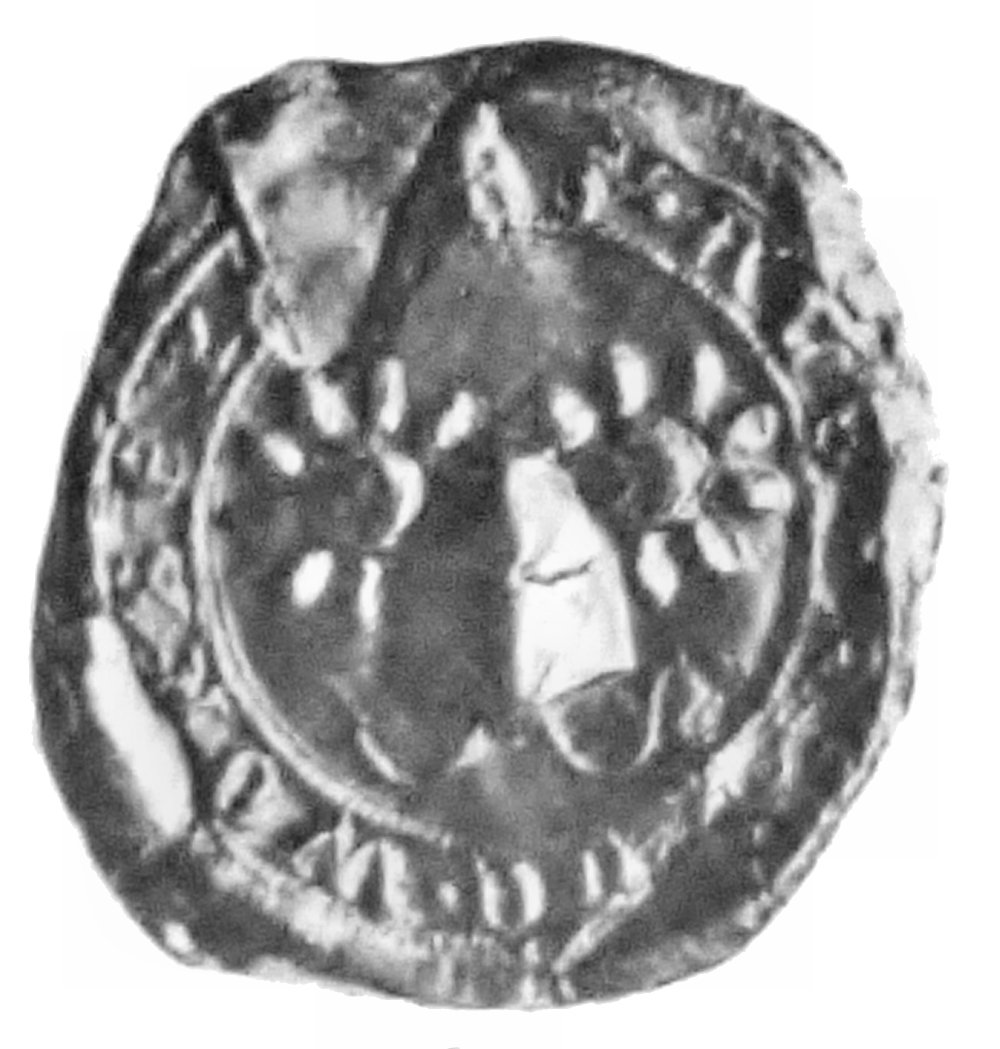
Albert von Proise siegelt 1336 „de Worbez“
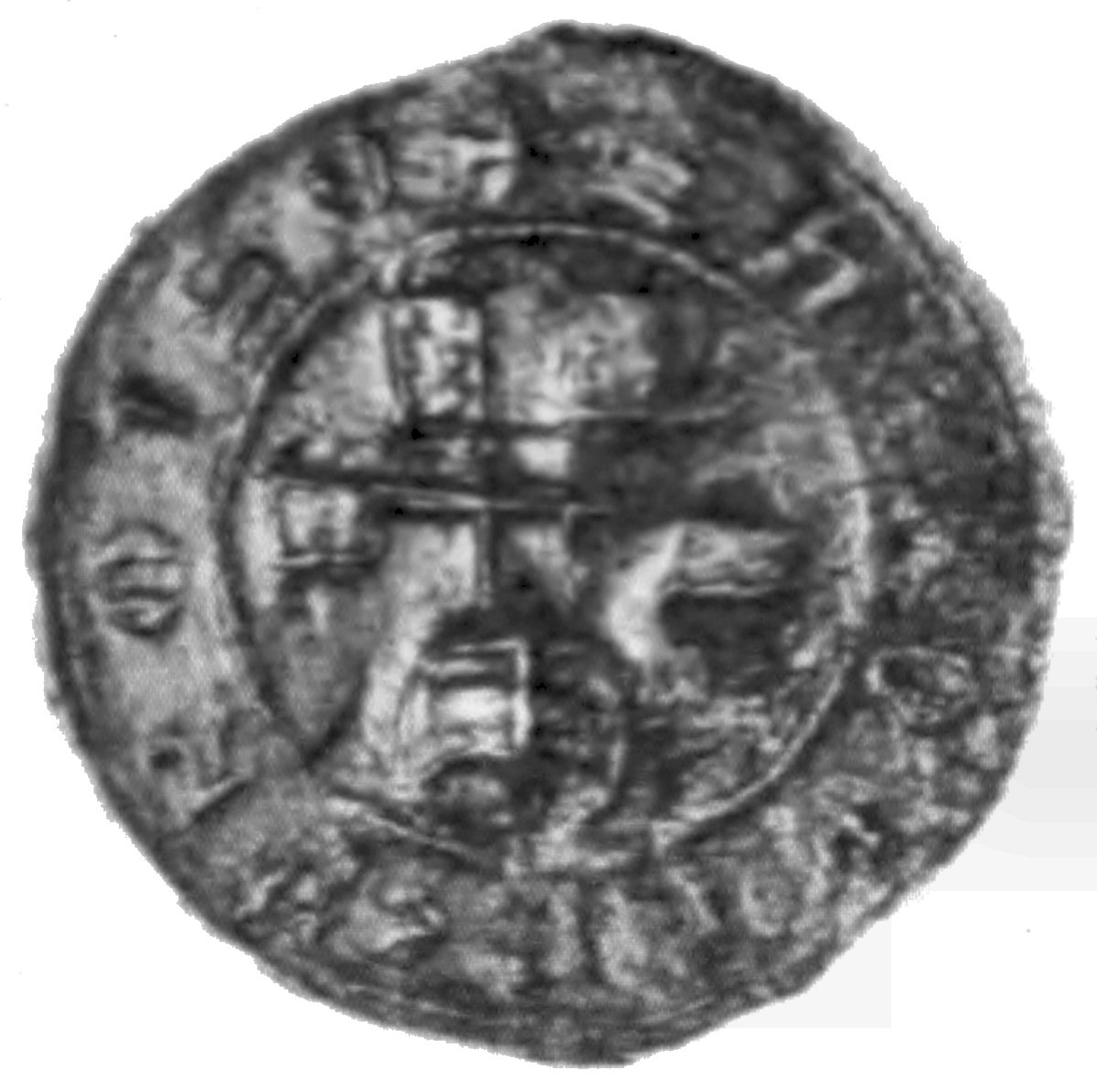
Siegel des Herdan von Proise 1380